# Ladrillos y clics

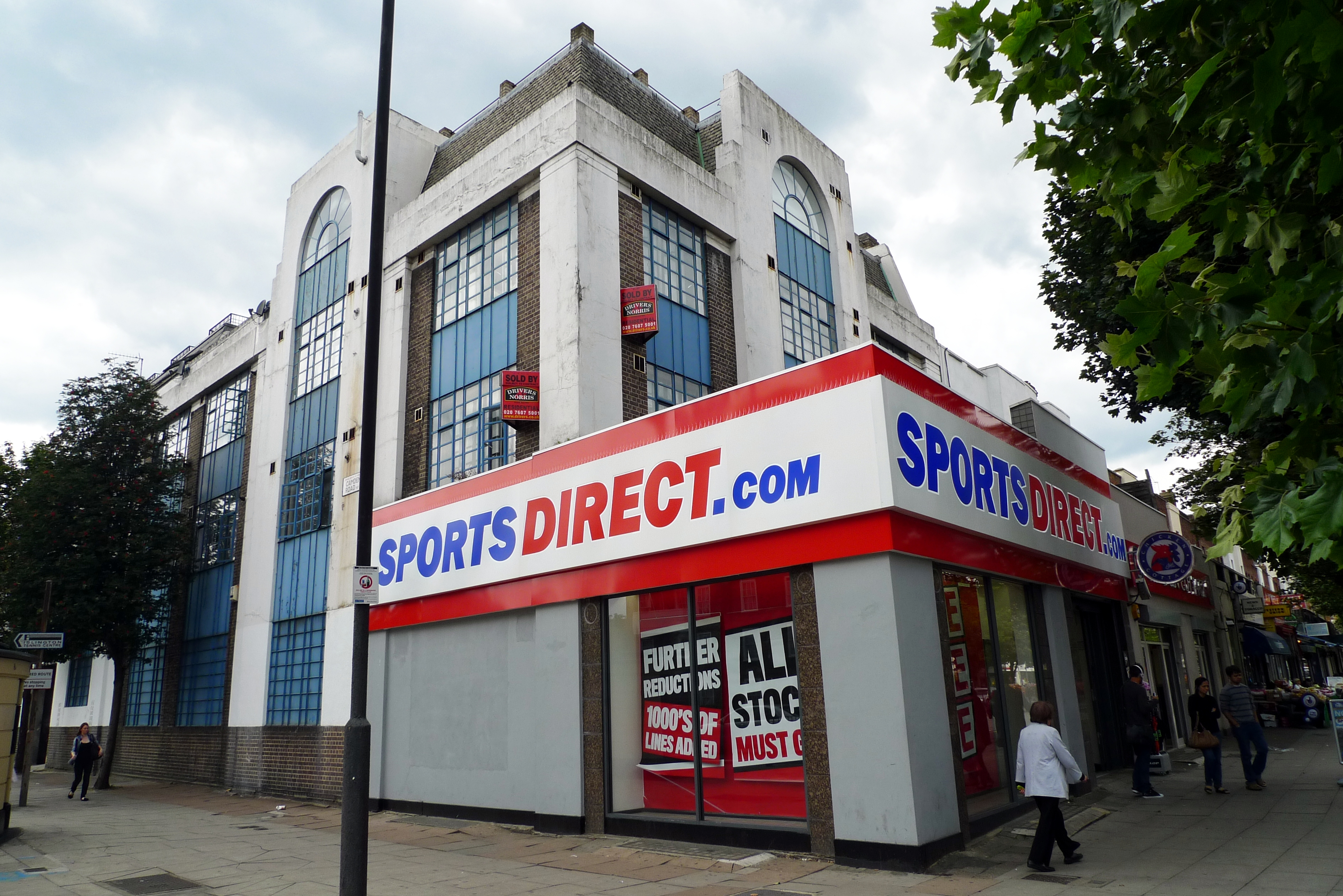
Un escaparate de Sports Direct anunciando la rama web de la empresa. Sports Direct comenzó a operar en 1982 con una única tienda física, pero recientemente ha crecido rápidamente con la ayuda de un modelo de negocio de ladrillos y clics.

Ladrillos y clics, clics y ladrillos o estrategia minorista omnicanal, es un término de jerga para un modelo empresarial en el que una compañía integra su presencia off-line y en línea, a veces con terceros  extras (catálogos físicos) . Muchos detallistas también ofrecen pedidos telefónicos y aplicaciones móviles, la mayoría proporcionando soporte de ventas por teléfono. La gran aceptación de los 'smartphones' o teléfonos inteligentes hizo que el modelo fuera aún más popular, ya que los clientes podían navegar y hacer pedidos desde su teléfono inteligente cuando tenían tiempo libre. Históricamente, el modelo también se ha conocido con términos como "clics y ladrillos", "clic y cemento", "ladrillos, clicos and flips" y "WAMBAM", es decir, "web application meets bricks and mortar" ("aplicación web que une ladrillos y cemento".) 
Un ejemplo del modelo "ladrillos y clics" es aquel en el que una cadena de tiendas ofrece a los consumidores la opción de comprar productos en línea o físicamente en una de sus tiendas, que posteriormente pueden ser recogidos en una de sus tiendas minoristas (clicar and recoger, recogida en acera) o entregados en casa. El modelo tiene muchas combinaciones alternativas, así como el concepto omnicanal relacionado de escaparatismo, en el que los clientes se prueban la ropa en persona, pero el producto comprado se pide en la tienda en el sitio web del minorista y se entrega en su casa más tarde. A mediados de la década de 2010, el éxito del modelo había desacreditado la idea de que Internet dejaría obsoletos a los minoristas tradicionales por la desintermediación.

## Variantes

### Entrega en casa

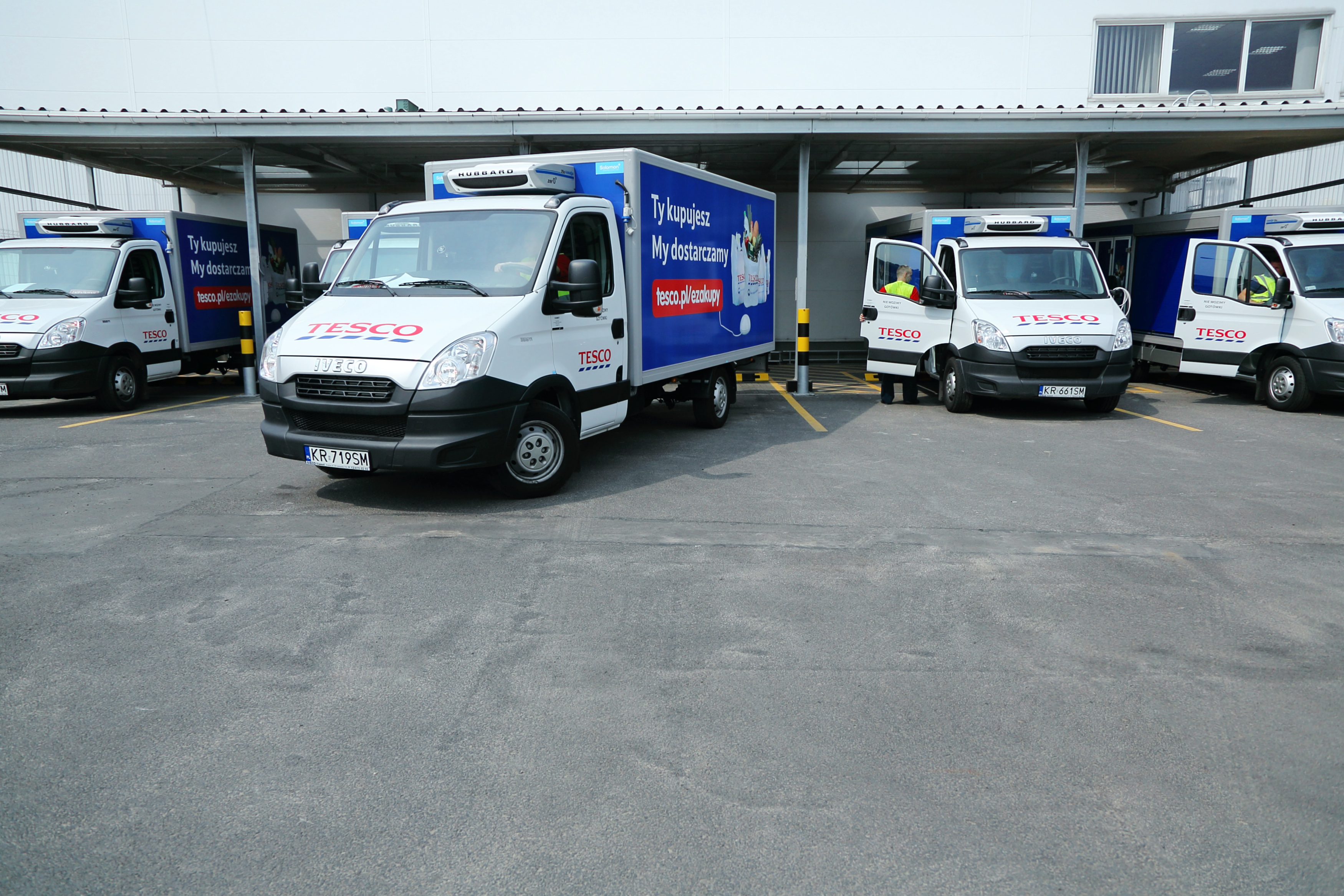
Una furgoneta Tesco de entrega en Polonia, publicitando pedidos en línea y entrega en una tienda de ladrillo-y-mortero. Tesco empezó su presencia on-line en 1996.

El default el modelo en comercio electrónico es uno de explorar y ordenando on-line, con los bienes enviaron de un almacén, o en algunos casos, una tienda minorista. Uno de las primeras compras sabidas de una compañía arguably operando unos ladrillos y clics el modelo empresarial era una pizza de Cabaña de la Pizza  ordenado sobre el internet en 1994. El grande surge en adopción de los ladrillos y modelo de clics vinieron alrededor 2000, con detallistas grandes, como Walmart, empezando sitios web que deja usuarios para explorar algunos de los mismos bienes que  encontrarían en tienda de sus pantallas de ordenador personales.

### "Clicar y recoger" (recogida en tienda)
La recogida en tienda tiene lugar cuando el cliente explora la selección de productos on-line y compra on-line, pero recoge la mercancía en una de las ramas o tiendas minoristas de la compañía.

### Recogida en acera o clicar y coche
Con la llegada de COVID-19 y el deseo de los consumidores para no entrar en tiendas minoristas por el miedo a la exposición al virus, despegó la "recogida en la acera" o "clicar y coche". Una variante de "Clicar y Recoger", en la que los clientes ordenan on-line o por teléfono y cogen la mercancía, empaquetada y lista para poner en el maletero de su coche, en la acera de la tienda minorista. En septiembre de 2020 casi el 44% de los detallistas de EE. UU. ofrecieron tal servicio. Las ventas con recogida en acera habían aumentado más de un 500% en relación con finales de 2019.
Con COVID-19, la recogida en acera se expandió a supermercados y negocios pequeños.

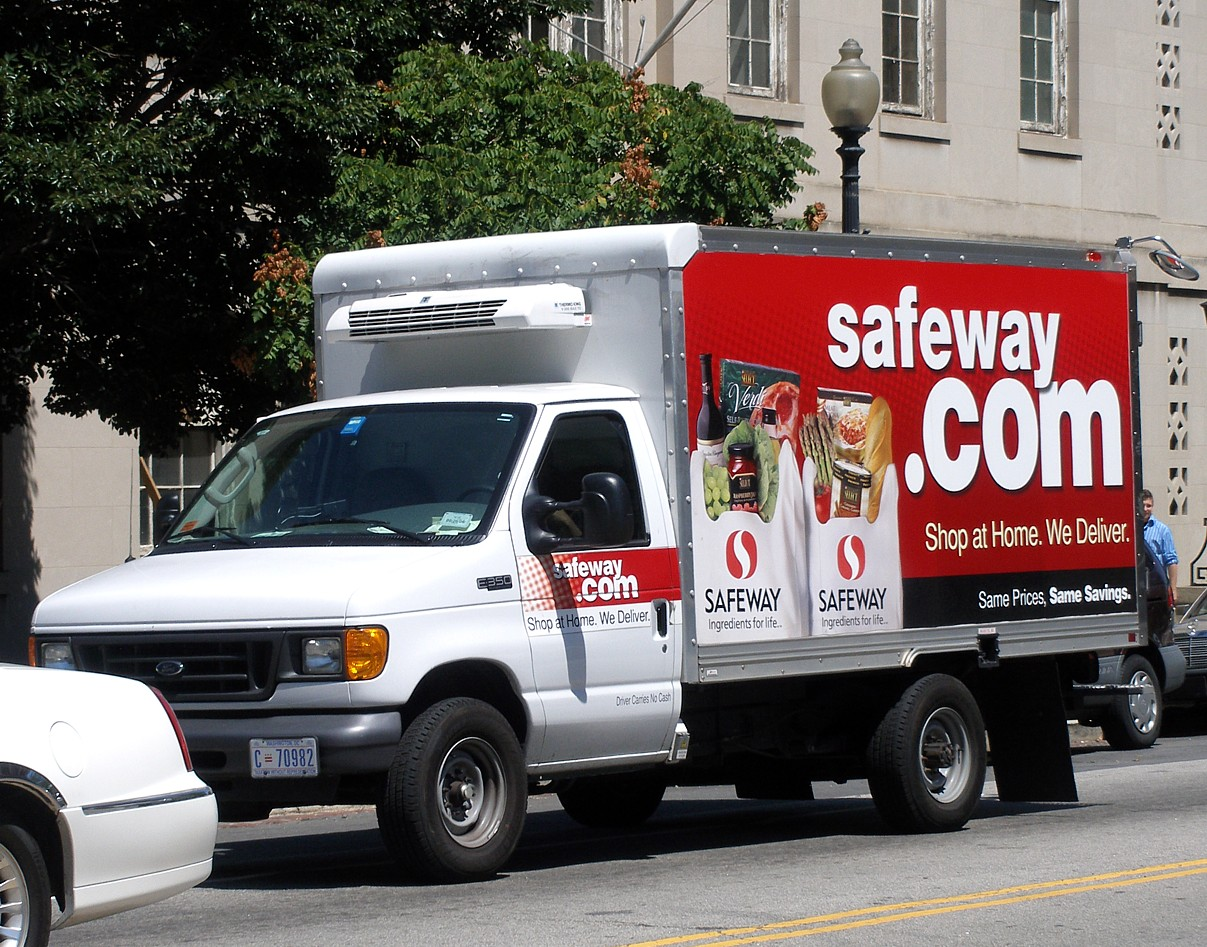
Un camión de entrega Safeway ilustra cómo algunos de los supermercados tradicionales están persiguiendo ahora una estrategia de ladrillos y clics.